# Ephedra gerardiana
Ephedra gerardiana là một loài thực vật hạt trần trong họ Ephedraceae. Loài này được Wall. ex Stapf mô tả khoa học đầu tiên năm 1889.